# Cal Majà
Cal Majà és una obra de Malgrat, al municipi de Cervera (Segarra) protegida com a Bé Cultural d'Interès Local.

## Descripció
Edifici de planta en forma d'L. Consta de planta baixa i pis, coberta de teula àrab a dues vessants. Façanes amb aparell de pedra irregular amb evidències d'arrebossat. La portada és d'arc de mig punt adovellat, damunt del qual s'obre un finestral motllurat amb permòdols esculpits que representen testes humanes, al qual s'hi afegí un balcó posterior. A la façana de ponent destaca una finestra de pedra amb trencaaigües a la llinda.
(Text procedent del POUM)